# Brás de Pina
Brás de Pina (grafia arcaica Braz de Pina) é um bairro da Zona da Leopoldina, região histórica da Zona Norte do município do Rio de Janeiro. Seu IDH, no ano 2000, era de 0,835 - o 63º melhor do município do Rio de Janeiro.
Faz divisa com os bairros de Cordovil, Penha Circular, Vila da Penha, Irajá e Vista Alegre. É cortado pela Linha Saracuruna dos trens da SuperVia.

## História
O nome do bairro se deve ao antigo proprietário de suas terras, o empresário português Brás de Pina, que aqui mantinha um engenho de açúcar no século XVIII. As terras da fazenda estendiam-se até às margens da baía da Guanabara, onde era contratador de caça às baleias. Ali Brás de Pina mandou construir o antigo Cais dos Mineiros, para poder escoar tanto os seus açúcares quanto o óleo de baleia, usado na iluminação pública.
A modernização do bairro ocorreu no início do século XX, ganhando impulso quando foi inaugurada a antiga parada de Brás de Pina da Estrada de Ferro Leopoldina, em 1910. A urbanização foi encetada pela Companhia Imobiliária Kosmos (cujo dono era Guilherme Guinle), que adquiriu as terras do antigo engenho e promoveu o loteamento do terreno, erguendo casas em estilo neocolonial e arborizando o novo bairro, que inicialmente foi chamado "Vila Guanabara", atualmente Brás de Pina. A igreja da paróquia de Santa Cecília foi construída sobre uma colina, sendo a pedra fundamental lançada a 24 de fevereiro de 1929 e a igreja inaugurada em 24 de novembro de 1929.

## Zona da Leopoldina
O bairro faz parte da Zona da Leopoldina, região histórica do subúrbio carioca formado por: Manguinhos, Bonsucesso, Complexo do Alemão, Maré, Ramos, Olaria, Penha, Penha Circular, Brás de Pina, Vila da Penha, Vila Kosmos, Cordovil, Parada de Lucas, Vigário Geral e Jardim América. Esse composto de bairros é conhecido por esse nome devido o fato de serem cortados (exceto Maré, Complexo do Alemão, Vila da Penha, Vila Kosmos e Jardim América) pela antiga ferrovia que foi nomeada em homenagem a Maria Leopoldina, primeira imperatriz do Brasil. Hoje a ferrovia é usada pela SuperVia, sendo a Linha Saracuruna. A Região possui polos comerciais (Bonsucesso, Penha, Largo do Bicão e Praça do Carmo), clubes esportivos (como o Olaria Atlético Clube), grêmios recreativos (por exemplo a Escola de Samba Imperatriz Leopoldinense, que desfila no grupo especial) e shopping centers (como por exemplo o Carioca Shopping). Apesar de não ter linhas do MetrôRio, a região é próxima as Estações de Triagem, Inhaúma, Vicente de Carvalho e Irajá. A região é servida pelo BRT TransCarioca, tendo estações 12 estações entre alguns de seus bairros. Futuramente será servido pelo BRT TransBrasil, que encontra-se atualmente em construção.

## Limites geográficos
Delimitação do bairro Braz de Pina, código 045, segundo o decreto nº 5.280 de 23 de agosto de 1985.
"Do entroncamento da Avenida Schultz Wenk com a Avenida Brasil, seguindo por esta (incluído apenas o lado impar) até o prolongamento da Rua Tiboim; por esta (incluída, incluindo a Praça Anhangabaúba) até a Rua Piriá (incluída): Avenida Arapogi (incluída) até o Ramal Leopoldina da RFFSA; pelo leito deste, até o prolongamento da Rua A; por esta (incluída) até a Rua Bento Cardoso; por esta (excluída) até a Rua Irapuã; por esta (excluída) até a Rua Butuí; por esta (excluída) até a Rua Cacequi; por esta (excluída) até a Rua Frísia; por esta (incluída) até a Rua Ápia; por esta (excluída) ate a Rua do Trabalho; por esta (excluída) até a Estrada do Quitungo; por esta (incluída) até a Avenida Meriti; por esta (incluída) até a Praça Rubey Wanderley; por esta (excluída); Avenida Braz de Pina (incluída) até a Avenida São Felix; por esta (excluída) até a Avenida Meriti; por esta (incluída) até a Rua Engenheiro Francelino Mota; por esta (incluída) até a Rua Antônio João: por esta (excluída) até a Rua Abadia Faria Rosa; por esta (excluída) até o seu final; Rua Almirante Luis Maria Piquet (excluída) até a Rua Oliveira Melo: por esta (excluída) até a Estrada do Quitungo; por esta (incluída) até Rua Anequirá; por esta (excluída) até o Rio Irajá; pelo leito deste, até o Ramal Leopoldina da RFFSA; pelo leito deste, atravessando a Rua Jorge Coelho, até a Rua Aturiá; por esta (incluída) até o seu final; daí, por uma linha reta, até o final da Rua Marcelino de Brito; por esta (excluída) até a Rua Joaquim Monteiro; por esta (excluída) até a Avenida Antônio Ferraz; por esta (excluída, excluindo a Rua Alexandre Dias) até a Avenida Antenor Navarro; por esta (incluída) até a Rua Pindaí; por esta (incluída) até a Rua Japegoá; por esta (incluída); Rua Patu (incluída) até a Avenida Antenor Navarro; por esta (excluída) até a Avenida Schultz Wenk; por esta (incluído apenas o lado par) ao ponto de partida."

## Transporte
- Estação Brás de Pina - Linha Saracuruna da SuperVia | Precedido por Penha Circular | Ramal Saracuruna Estação Brás de Pina | Sucedido por Cordovil |
- Linhas de ônibus para:

- Duque de Caxias (L484, L485, L487, L488, L489, L492, L560, L564L);
- Zona Norte (905, 906, 940, etc);
- Centro (335 e 349);
- Além das linhas diversas que passam na Avenida Brasil, Av. Brás de Pina e Rua Irapuá.
- O bairro fica muito perto das estações "Pedro Taques", "Guaporé" e "Praça do Carmo" do BRT TransCarioca (todas na Penha Circular)
- O bairro fica próximo das estações Irajá e Vicente de Carvalho do Metrô do Rio de Janeiro (Linha 2).

## Principais Vias
- Avenida Brasil - Fronteira com Penha Circular e Mercado São Sebastião
- Rua Guaporé (acesso a Penha Circular, TransCarioca, Penha, Praça do Carmo Vicente de Carvalho)
- Avenida Meriti (acesso a Irajá, Cordovil, Vista Alegre, Largo do Bicão e Vicente de Carvalho)
- Avenida Brás de Pina - Fronteira com Irajá e Largo do Bicão
- Avenida Arapogi
- Avenida Antenor Navarro
- Estrada do Quitungo (acesso a Cordovil e Vila da Penha)
- Rua Itabira (acesso a Cordovil)
- Rua Jorge Coelho (acesso a Cordovil)
- Rua Pindaí
- Rua Cintra (acesso a Penha Circular e Penha)
- Rua Ourique (acesso a Penha Circular)
- Rua Frísia (acesso a Vila da Penha)
- Rua Irapuá** - Fronteira com Penha Circular
- Avenida São Felix** - Fronteira com Vista Alegre e Cordovil

** Essas vias não pertencem ao bairro mas separam ele de outros.

## Serviços
Brás de Pina conta um pequenos comércios espalhados nas proximidades da Estação de Trem e na estrada do Quitungo.
- Arredores da Estação de Trem: Supermercado Vianense, Supermercado Bom Desconto, Fábrica de Bolo Vó Alzira, Academia Zanco, Lotérica (Rua Guaporé), Padaria Esquinão do Pão,  Padaria Guanabara, Hortifruti Blue Garden, Hortifruti Cocotá, Dicão Rações, além de farmácias, postos de gasolina, etc

- Arredores da Estrada do Quitungo: Supermercado Supermarket, Caixa Econômica Federal, Lotérica (Estrada do Quitungo), RedeConstuir (material de construção), Agência dos Correios do Brasil, Faetec (CVT Quitungo), além de farmácias, lojas pets, bares, oficinas mecânicas e postos de gasolina.

O bairro também conta com uma agência dos Correios do Brasil na Avenida Arapogi, o Mercado Pexinchete na Rua Ourique, o Coutry Clube e a Padaria Boa Viagem. O bairro fica próximo ao Mercado São Sebastião e da Praça do Carmo, ambos na Penha Circular. No bairro vizinho Vila da Penha os moradores de Brás de Pina contam com o Carioca Shopping.

## Dados
O bairro de Brás de Pina faz parte da região administrativa de Penha, fazem parte dessa região administrativa: Penha e Penha Circular.

## Curiosidades
- A Estação de trem de Brás de Pina é representada na bandeira da GRES Imperatriz Leopoldinense com 1 estrela, assim como os outros bairros da Zona da Leopoldina que possuem estação de trem.[10]
- Determinadas regiões de Brás de Pina são equivocadamente chamadas pelo nome de bairros vizinhos, como por exemplo a região do Quitungo que oficialmente é Brás de Pina mas é chamada erroneamente por alguns frequentadores como Vila da Penha. Outro exemplo é uma região entre a Avenida Brás de Pina e a Avenida Meriti que chamam erroneamente de Vista Alegre mesmo oficialmente sendo Brás de Pina.
- O bairro possui uma forte presença do catolicismo, contando com 3 grandes igrejas: Santo Antônio (região do Quitungo), Santa Cecilia (região da estação de trem) e Santa Edwiges (região da Rua Ourique).
- Moradores ilustres: a funkeira Perlla e a cantora gospel Cristina Mel.
- O bairro já teve sua própria escola de samba, a extinta Tupy de Brás de Pina.
- O escritor belga Conrad Detrez viveu em Brás de Pina em 1963-1964. Escreveu suas experiências no romance O jardim do nada.